# Andy Mukendi
Andy Kabeya Mukendi (ur. 4 lutego 2000) – kongijski zapaśnik walczący w obu stylach. Zajął 27. miejsce na mistrzostwach świata w 2022 roku. 
Brązowy medalista igrzysk afrykańskich w 2023, a także mistrzostw Afryki w 2022 i 2025. Wygrał igrzyska frankofońskie w 2023 roku.